# 47775 Johnanderson
47775 Johnanderson este o planetă minoră (asteroid), cu un diametru de 5,392 km, din centura de asteroizi. A fost descoperită pe 27 februarie 2000 la Catalina Station⁠(d) de Catalina Sky Survey. 
Obiectul prezintă o orbită caracterizată de o semiaxă mare de 2,8580157474363 UAi, o excentricitate de 0,14032591642027, o înclinație de 14,561577543542 ° în raport cu ecliptica.